# Viviers-le-Gras
Viviers-le-Gras là một xã ở tỉnh Vosges, vùng Grand Est, Pháp. Xã này có diện tích 9,04 km² dân số năm 1999 là 185 người.
Người dân địa phương danh xưng tiếng Pháp là Vivarois.

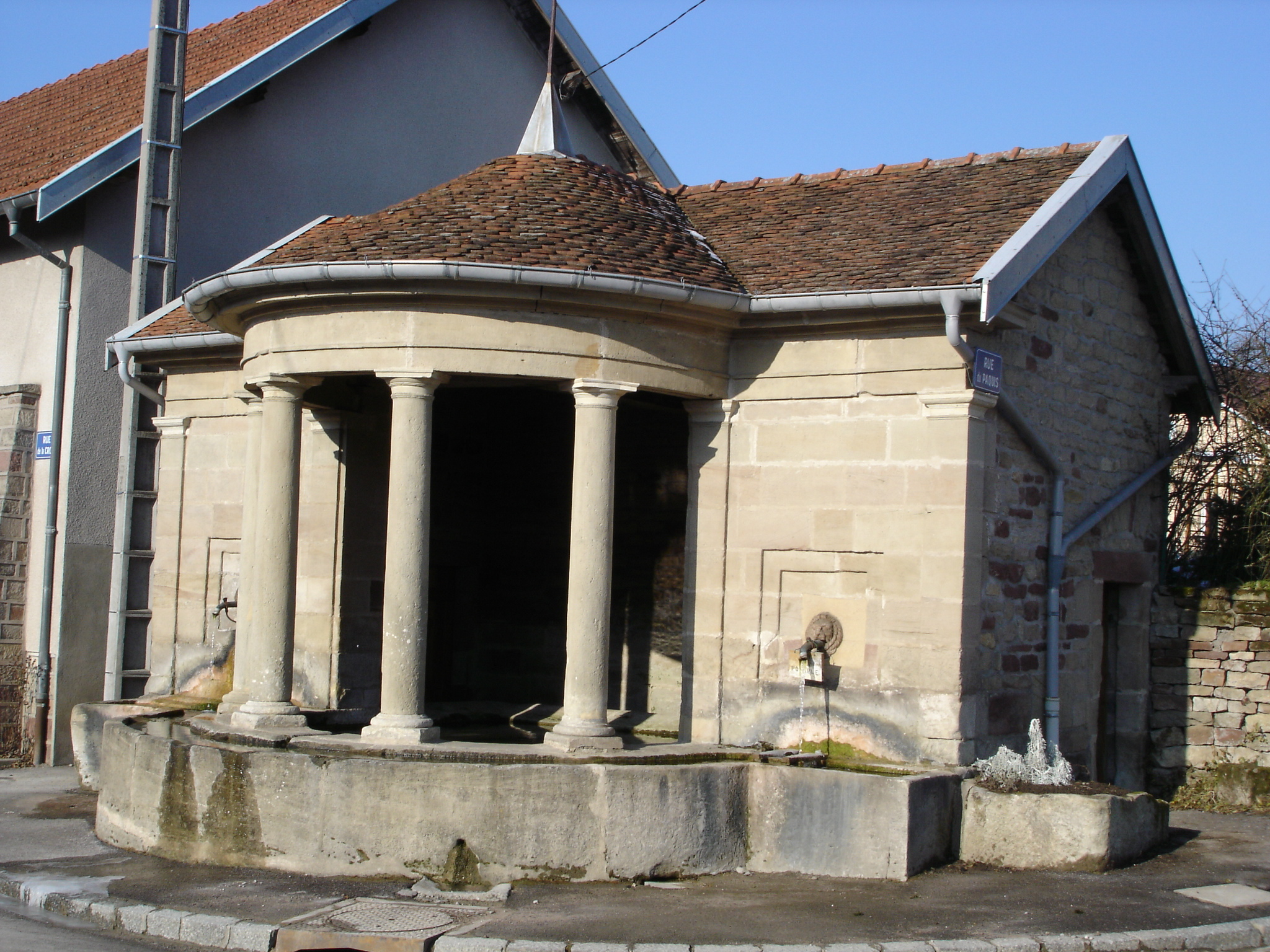
Đài nước

Xã này có cự ly 9 km về phía nam của Contrexéville qua đèo Haut de Salin (403 m).

## Biến động dân số
| 1962                                         | 1968 | 1975 | 1982 | 1990 | 1999 |
| -------------------------------------------- | ---- | ---- | ---- | ---- | ---- |
| 200                                          | 227  | 203  | 192  | 200  | 185  |
| Số liệu từ năm 1962: Dân số không tính trùng |      |      |      |      |      |